# Stellan Westerdahl
Stellan Westerdahl, född 10 november 1935 i Göteborg, död 27 augusti 2018 i Göteborg, var en svensk seglare och affärsman.
Westerdahl var flerfaldig svensk mästare i olika seglingsklasser, men framför allt i starbåt. Ytterligare meriter är två VM-guld i 6-metersklassen och ett OS-silver i starklassen (München, 1972) tillsammans med Pelle Petterson. Dessa två startade sedan eget företag där de tillverkade Maxibåtar.
Har en son, Martin Westerdahl, som också rönt stor internationell framgång inom segling. Och en dotter som redan i unga år var mycket framgångsrik inom hotell- och restaurangbranschen i Europa. Har sex barn och arbetar nu med dukningar, dekorationer och design. Hon finns på Instagram med kontot taletables. 